# Opiptacris salomona
Opiptacris salomona är en insektsart som beskrevs av Willy Adolf Theodor Ramme 1941. Opiptacris salomona ingår i släktet Opiptacris och familjen gräshoppor. Inga underarter finns listade i Catalogue of Life.